# Митрополит нишки Арсеније
Његово Високопреосвештенство Архиепископ и Митрополит нишки Г. Г. Арсеније (световно Миломир Главчић; Вршац, 10. март 1978) је Архиепископ и Митрополит нишки. Бивши је викарни епископ топлички (2014—2017).

## Биографија
Епископ Арсеније (Миломир Главчић) рођен је 10. марта 1978. у Вршцу, од оца Богдана и мајке Ружице рођ. Ненадовић. Основну школу је завршио у родном месту 1993. године. Одатле по благослову тадашњег епископа банатског Хризостома (Столића) одлази у Богословију Светог Саве у Београду. Школовање у Богословији завршава са одличним успјехом 1998, а затим се уписује на Богословски факултет у Београду. У току студија два пута је одлазио на усавршавање руског језика на Пушкиновом институту у Москви, 1999. и 2000.
Године 2002. епископ банатски Хризостом поставља га на дужност секретара Епархијског управног одбора и благајника Епархије банатске. На тој дужности остаје све до септембра 2004. Слиједећи свог духовног оца епископа Хризостома прелази у Епархију жичку гдје бива постављен на дужност секретара епископа у јулу 2005. године. Истовремено започиње и припрему за монашки живот као искушеник на Епископском двору у манастиру Жичи. У септембру 2005. дипломирао је на Богословском факултету у Београду.
На дужности секретара епископа жичког остаје до октобра 2006. када, по благослову Светог архијерејског синода Српске православне цркве, одлази на постдипломске студије у Грчку. На Богословском факултету Аристотеловог универзитета у Солуну уписује се на магистарске студије на Катедри за литургику код професора Панајотиса Скалциса. Магистарску дисертацију на тему: „Типик Светог Никодима, архиепископа српског“ одбранио је 29. новембра 2012. са одличном оцјеном.
У току студија прима монашки постриг у манастиру Студеници, дана 1. августа 2007, добивши име Арсеније. На празник Светог пророка Илије исте године рукоположен је у чин јерођакона од стране епископа жичког Хризостома у манастиру Студеници. Двије недјеље касније, на празник Преноса моштију Светог архиђакона Стефана, 15. августа, у манастиру Жичи епископ жички Хризостом рукоположио га је у чин јеромонаха. Након тога враћа се на студије у Солун, а наредне године на празник Преподобне Анастасије Српске, 5. јула, у манастиру Студеници произведен је у чин архимандрита.
Након освећења новог Епископског двора у Краљеву, дана 15. маја 2011, заједно са епископом жичким Хризостомом, као придворни монах, прелази из манастира Жиче у Краљево. Након упокојења епископа Хризостома наставља да врши послушање придворног монаха. У фебруару 2014, на предлог администратора Епархије жичке епископа шумадијског Јована (Младеновића), добија благослов Светог архијерејског синода за докторске студије на Богословском факултету Аристотеловог универзитета у Солуну.

## Епископ
На редовном прољећном засједању Светог архијерејског сабора Српске православне цркве, дана 23. маја 2014, изабран је за епископа топличког, викара патријарха српског.
Хиротонија новоизабраног епископа топличког обављена је 31. августа у Саборном храму Светог архангела Михаила у Београду, а претходног дана је било обављено наречење.
За епископа нишког изабран је у мају 2017. године и устоличен 13. августа исте године.
Од маја 2024. године, одлуком Светог Архијерејског Синода, као епархијски Архијереј нишке Епископије носи титулу Архиепископ и Митрополит нишки. (текст преузет са званичног сајта Епархије нишке).

## Награде и признања
- Сретењски орден другог степена (2024)[9]